# Kambos (Marathokambos)
Kambos (griechisch Κάμπος (m. sg.)) ist das touristische Zentrum von Marathokambos im Südwesten der griechischen Insel Samos. Der Ort erstreckt sich über etwa 2 km entlang dem Golf von Marathokambos (Κόλπος Μαραθοκάμπου) westlich von Ormos Marathokambou.
Die ebenfalls gebräuchliche Bezeichnung Votsalakia (Βοτσαλάκια) stammt von einer Hotelanlage mit angeschlossener Taverne. Der Ort entstand zu Beginn der 1970er Jahre. Anfang der 1990er Jahre entwickelte sich in Kambos ein touristisches Angebot mit einer Ansammlung von Hotels, Appartementanlagen, Pensionen, Tavernen und Minimärkten sowie einigen Ferienhäusern von Griechen.
| Jahr      | 1971 | 1981 | 1991 | 2001 | 2011 |
| Einwohner | 20   | 62   | 88   | 237  | 471  |